# Maria Lindström (skådespelare)
Maria Lindström, född 1974, är en svensk skådespelare.

## Filmografi
- 1998 – Zingo – Tina
- 1999–2002 – Skilda världar (TV-serie) – Louise Nyman
- 1999 – Noll Tolerans – Polisassistent Annika Steen
- 1999 – Ett litet rött paket (TV-serie)
- 2001 – Jacobs frestelse – Filippa Fernström
- 2005 – Stockholm Boogie – Nathalie
- 2005 – Lasermannen (TV-serie) – Sara
- 2005 – Harrys döttrar – Barnvakten
- 2006 – Lilla Jönssonligan & stjärnkuppen – Petra
- 2008 – I säng